# YAPC
Yet Another Perl Conference, afgekort tot YAPC, is een jaarlijkse, driedaagse softwareconferentie waarbij de programmeertaal Perl centraal staat.
In 1999 organiseerde Kevin Laslo de eerste YAPC aan de Carnegie Mellon University in Pittsburgh, Pennsylvania, Verenigde Staten. 31 sprekers hielden presentaties over verschillende Perl-gerelateerde onderwerpen. In 2000 werd de eerste YAPC in Europa gehouden.
YAPC wordt georganiseerd vanuit de Perl-gebruikersgroepen: de Perl Mongers. Omdat het initiatief van onderaf komt en de conferentie lage toegangsprijzen heft, wordt er ook wel gesproken van een grassroots-conferentie. 
YAPC wordt op verschillende continenten georganiseerd, alleen Afrika en Antarctica hebben nog nooit een YAPC gekend.

## YAPC::Europe
- 2000: Londen, Engeland (22 september - 24 september 2000)
- 2001: Amsterdam, Nederland (2 augustus - 4 augustus 2001)
- 2002: München, Duitsland (18 september - 20 september 2002)
- 2003: Parijs, Frankrijk (23 juli - 25 juli 2003)
- 2004: Belfast, Noord-Ierland (15 september - 17 september 2004)
- 2005: Braga, Portugal (31 augustus - 2 september 2005)
- 2006: Birmingham, Engeland (30 augustus - 1 september 2006)
- 2007: Wenen, Oostenrijk (29 augustus - 31 augustus 2007)
- 2008: Kopenhagen, Denemarken (13-15 augustus, 2008)
- 2009: Lissabon, Portugal (3-5 augustus 2009)
- 2010: Pisa, Italië